# 다가미역 (니가타현)
다가미역(일본어: 田上駅)은 일본 니가타현 미나미칸바라군 다가미정에 있는, 동일본 여객철도의 철도역이다. 신에쓰 본선이 지나간다.

## 역 구조
상대식 2면 2선 구조의 지상역으로, 양쪽 승강장은 과선교로 이어져 있다.
니쓰역이 관리하는 무인역으로, 1번선 쪽에 있는 역사에는 스이카 및 제휴 교통카드의 사용이 가능한 간이개찰기, 자동발권기, 자동판매기, 화장실 등이 있다.
개찰구 옆의 맞이방 안에는 매점과 서서 먹는 소바 가게 등이 있으며, 오전 10시부터 오후 5시까지 영업한다. 유타가미 온천관 협동조합이 영업하고 있다.

### 승강장
| 1 | ■ 신에쓰 본선 | 히가시산조 · 나가오카 방면 |
| 2 | ■ 신에쓰 본선 | 니쓰 · 니가타 방면         |

## 역세권 정보
- 국도 제403호선
- 유타가미 온천

## 역사
- 1943년 9월 22일 - 일본국유철도의 다가미 신호장으로 개업했다.
- 1949년 5월 28일 - 보통역으로 승격하였다.
- 1987년 4월 1일 - 민영화에 따라 동일본 여객철도의 소속이 되었다.
- 2006년 1월 21일 - 스이카의 사용이 가능해졌다.

## 인접역
| 동일본 여객철도 신에쓰 본선 | 동일본 여객철도 신에쓰 본선 | 동일본 여객철도 신에쓰 본선 |
| --------------------------- | --------------------------- | --------------------------- |
| 하뉴다 나오에쓰 방면        | ■ 보통                      | 야시로다 니가타 방면        |